# 1466 w polityce
Wydarzenia polityczne w 1466 roku.

## Wydarzenia
- 19 października – podpisanie drugiego pokoju toruńskiego. Koniec wojny trzynastoletniej między Polska a Krzyżakami.
- 23 grudnia - wyklęcie czeskiego regenta Jerzego z Podiebradów i zwolnienie jego poddanych z przysięgi wierności przez papieża Pawła II[1]

## Urodzili się
- 11 lutego – Elżbieta York, żona króla Anglii Henryka VII Tudora.
- 9 września – Yoshitane Ashikaga, siogun.
- 30 listopada – Andrea Doria, włoski kondotier i admirał.

## Zmarli
- 8 marca – Franciszek I Sforza, książę Mediolanu.
- 30 czerwca – Piotr Portugalski, król Aragonii od 1463.